# Everytime We Touch (musikalbum)
Everytime We Touch är debutalbumet av den tyska musikgruppen Cascada. Det gavs ut den 21 februari 2006 och innehåller 14 låtar.

## Låtlista
| Nr  | Titel                                        | Längd |
| --- | -------------------------------------------- | ----- |
| 1.  | Everytime We Touch                           | 3:19  |
| 2.  | How Do You Do!                               | 3:15  |
| 3.  | Bad Boy                                      | 3:12  |
| 4.  | Miracle                                      | 3:38  |
| 5.  | Another You                                  | 3:37  |
| 6.  | Ready for Love                               | 3:23  |
| 7.  | Can't Stop the Rain                          | 3:28  |
| 8.  | Kids in America                              | 3:00  |
| 9.  | A Neverending Dream                          | 3:23  |
| 10. | Truly Madly Deeply                           | 4:12  |
| 11. | One More Night                               | 3:42  |
| 12. | Wouldn't It Be Good                          | 3:27  |
| 13. | Love Again                                   | 3:28  |
| 14. | Everytime We Touch (Yanou's Candlelight Mix) | 3:15  |

## Listplaceringar
| Lista               | Topplacering |
| ------------------- | ------------ |
| Belgien (Vallonien) | 47           |
| Frankrike           | 11           |
| Nederländerna       | 40           |
| Norge               | 14           |
| Schweiz             | 48           |
| Sverige             | 10           |
| Österrike           | 31           |